# Avinguda dels Camps Elisis
L'avinguda dels Camps Elisis (o simplement els Camps Elisis, de vegades fins i tot els Camps; en francès avenue des Champs-Élysées) és una gran i cèlebre avinguda de la ciutat de París. És considerada l'avinguda més bonica de París, i, segons una expressió correntment utilitzada a França, com l'avinguda més bonica del món. Deriva el seu nom dels camps Elisis, el lloc dels Inferns on restaven les ànimes virtuoses en la mitologia grega.

## Descripció
Els Camps Elisis són situats al 8è districte de París, al nord-oest de la ciutat. Comencen a la plaça de la Concorde, on s'aixeca l'Obelisc, i s'estenen fins a 1950 metres, d'est a oest, sobre terreny pla en la primera meitat, després en pujada fins a la place Charles-de-Gaulle (antiga place de l'Étoile, al cim del pujol de Chaillot), en el centre del qual es troba l'Arc de Triomf de l'Étoile. La seva amplada és de setanta metres.
El seu traçat rectilini ofereix una llarga perspectiva nascuda del Palau del Louvre, en la qual s'alineen l'estàtua eqüestre de Lluís XIV al pati Napoleó del Louvre, l'Arc de Triomf del Carrousel, el Jardí de les Teuleries, l'Obelisc, l'Arc de Triomf de l'Étoile, i més lluny a l'oest, enfora de París, l'Arc de la Défense. Es tracta de l'eix històric de l'oest parisenc.
És un dels principals llocs turístics de París. En la seva part inferior, l'avinguda és vorejada d'espais verds (plaça Marigny) i d'algunes construccions (Teatre Marigny, Petit Palais, Grand Palais i el seu Palais de la découverte), Palau de l'Elisi. En la seva part superior, s'hi troben nombroses botigues de luxe, llocs d'espectacle (cinemes, sobretot els UGC Normandie, George-V i Triomphe; el Lido; el Teatre dels Camps Elisis), cèlebres cafès i restaurants (Fouquet's)...

## Història
A l'origen, els Camps Elisis no eren més que camps. El 1616, Maria de Mèdici decideix de fer-hi condicionar una llarga avinguda d'arbres. El 1667, André Le Nôtre perllonga aquesta perspectiva de les Teuleries. Al segle xvii, els Camps Elisis (nom aparegut el 1709) no eren més que un llarg passeig arborat al cor d'una zona no urbanitzada.
El seu traçat actual és acabat el 1724, i perllongava la perspectiva del Jardí de les Teuleries. Mig segle més tard, es perllonga a l'oest fins al Sena per les actuals avingudes de la Grande-Armée i Charles-de-Gaulle a Neuilly-sur-Seine, però poc temps després, el mur dels Fermiers Généraux la limita altre cop a l'Étoile. A partir de 1828, l'avinguda és condicionada per la ciutat de París que construeix les primeres voreres.
El 1838 els Camps Elisis són condicionats per l'arquitecte Jacques Hittorff, incloent-hi el disseny dels reverbers. Els jardins són condicionats, llavors, per Jean-Charles Alphand per ordre de Napoleó III.
Els Camps Elisis s'han beneficiat d'una redisposició costosa (250 milions de francs) però necessària el 1994, amb la intervenció de Bernard Huet (urbanista), Jean-Michel Wilmotte i Norman Foster (dissenyadors de mobiliari urbà).
L'avinguda ha inspirat la creació de la Benjamin Franklin Parkway a Filadèlfia (Pennsilvània) el 1917 i el Paseo de la Reforma a Ciutat de Mèxic (Mèxic) el 1860.

## Economia

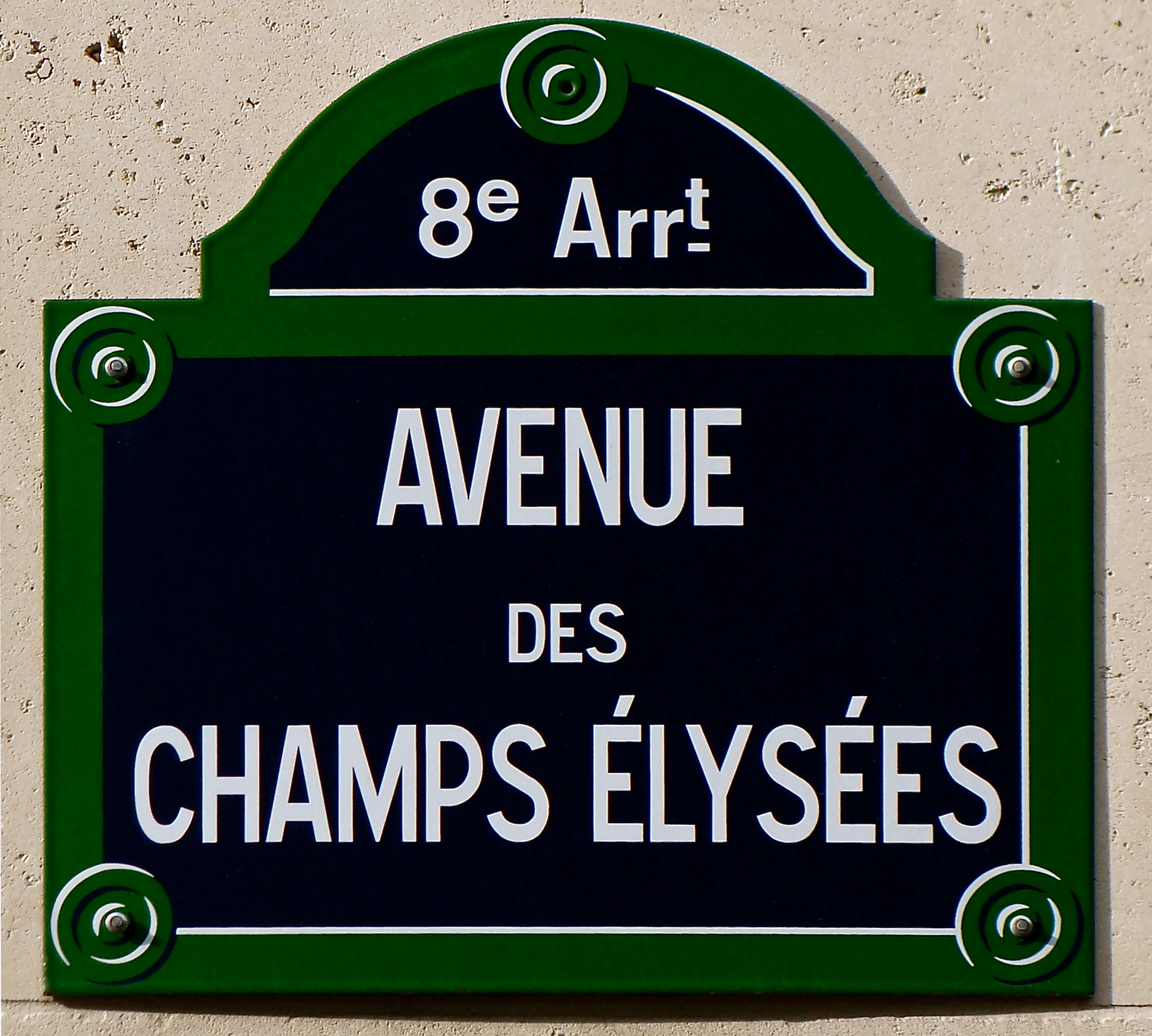
Rètol

## Habitants cèlebres
Si Jean Casimir-Perier president de la República hi visqué el 1847, altres personatges coneguts hi han residit durant alguns anys:
- Thomas Jefferson, tercer president dels Estats Units.
- Charles de Morny, duc de Morny germanastre de Napoleó III.
- Émile de Girardin periodista, publicista i home polític i la seva dona l'escriptora Delphine Gay.
- Julie-Victoire Daubié primera batxillera de França el 1861 i periodista econòmica.
- Sarah Bernhardt cèlebre actriu de teatre.
- Raymond Poincaré president de la República.
- La duquessa d'Uzès, la primera dona titular del permís de conduir d'automòbil el 1897 i escultora sota el nom de Manuella.
- Henry de La Vaulx explorador francès.

## Edificis destacables
- nº 152: En aquest immoble, la comtessa de Loynes tenia al començament del segle xx un influent saló literari i polític del qual el crític Jules Lemaitre era el gran home.
- nº 119: L'hotel Carlton, construït per l'arquitecte Pierre Humbert, fet el 1988 la seu de la companyia Air France.
- nº 121: Aquest imponent immoble haussmannien va ser construït el 1907 per l'arquitecte Pierre Humbert.

## Esdeveniments
Els Camps Elisis són el teatre dels grans esdeveniments històrics francesos: desfilada de l'Alliberament el 1944 o concentració dels parisencs per celebrar la victòria de la Copa del Món de Futbol el 1998.
Cada any, en ocasió de la festa nacional francesa el 14 de juliol, la principal desfilada militar de França, terrestre i aèria, té lloc als Camps Elisis. Les tropes de les 3 armes, exèrcit de terra, marina nacional i exèrcit de l'aire de la gendarmeria, de la policia i dels bombers civils i militars, baixen l'avinguda i passen davant el president de la República, el govern i els ambaixadors estrangers reunits sobre una tribuna oficial a la plaça de la Concorde, de cara a l'avinguda.
Els Camps Elisis són també el lloc tradicional d'arribada de la darrera etapa del Tour de França.
Cada any, de final de novembre a final de desembre, el comitè Champs-Élysées ofereix les il·luminacions de l'avinguda, tradició establerta sota la presidència de Mr Pozzo di Borgo. A més, al vespre del 31 de desembre, els Camps Elisis estan reservats als vianants per celebrar el nou any.

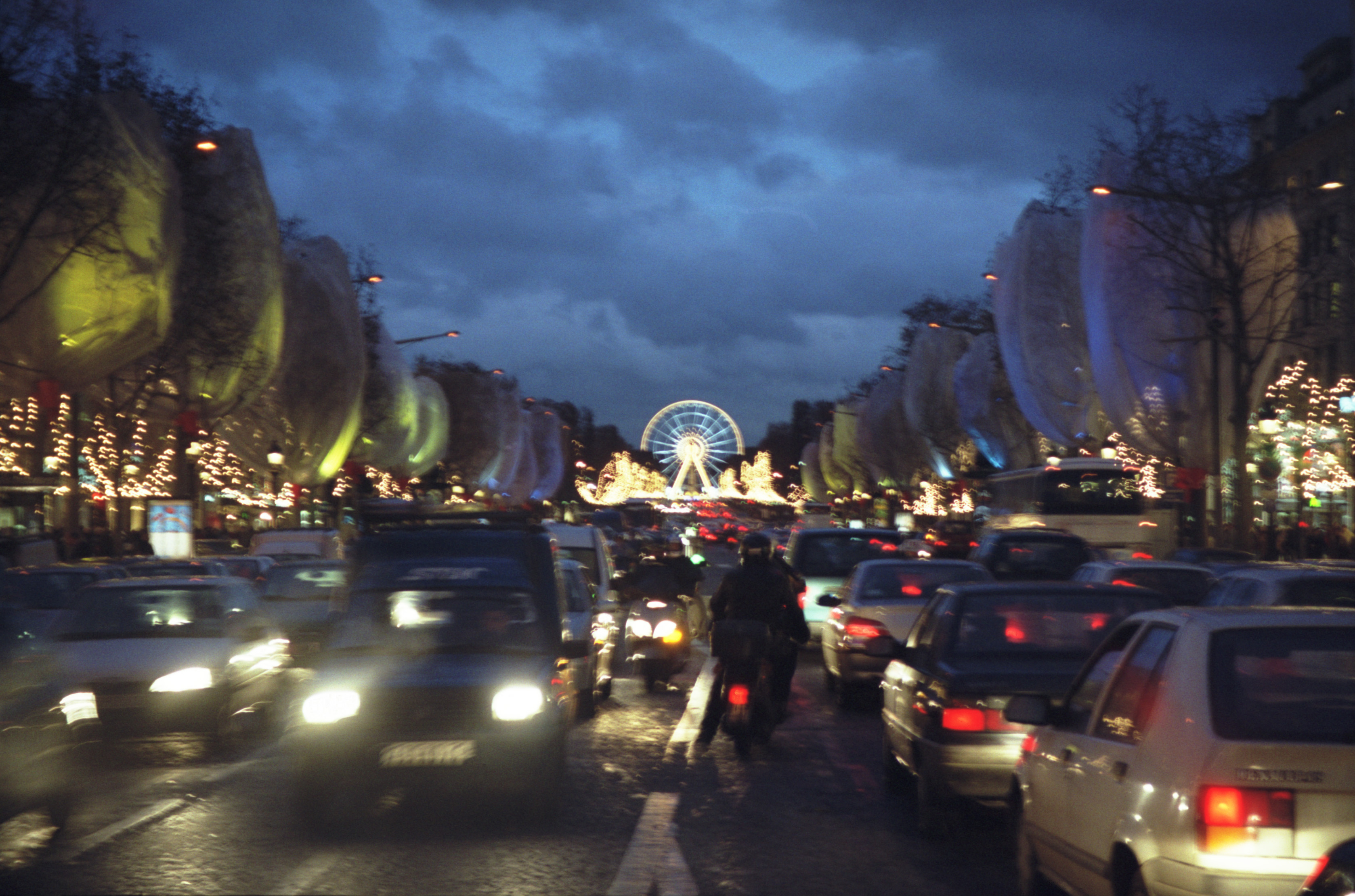
Vista oriental
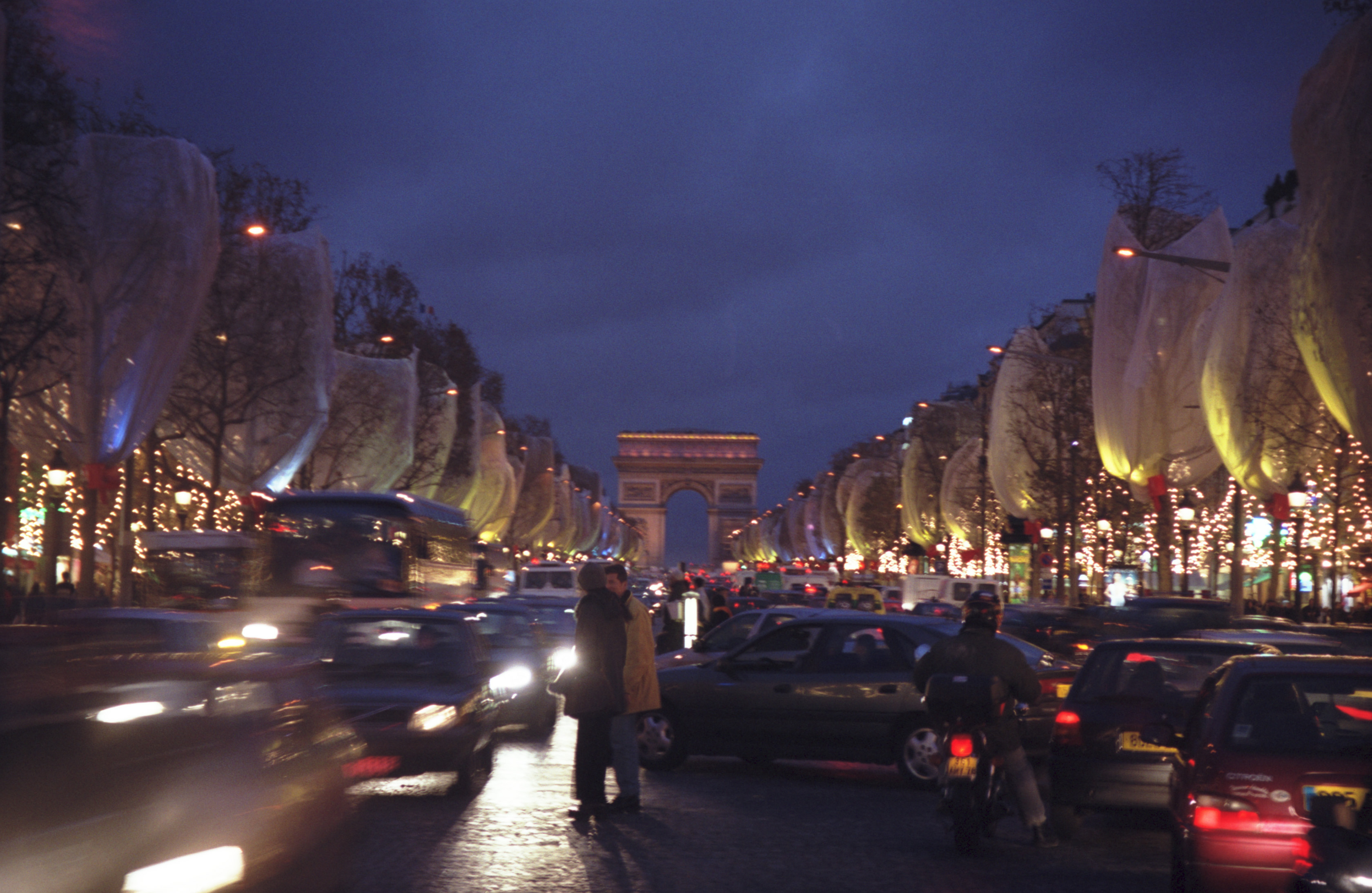
Vista occidental
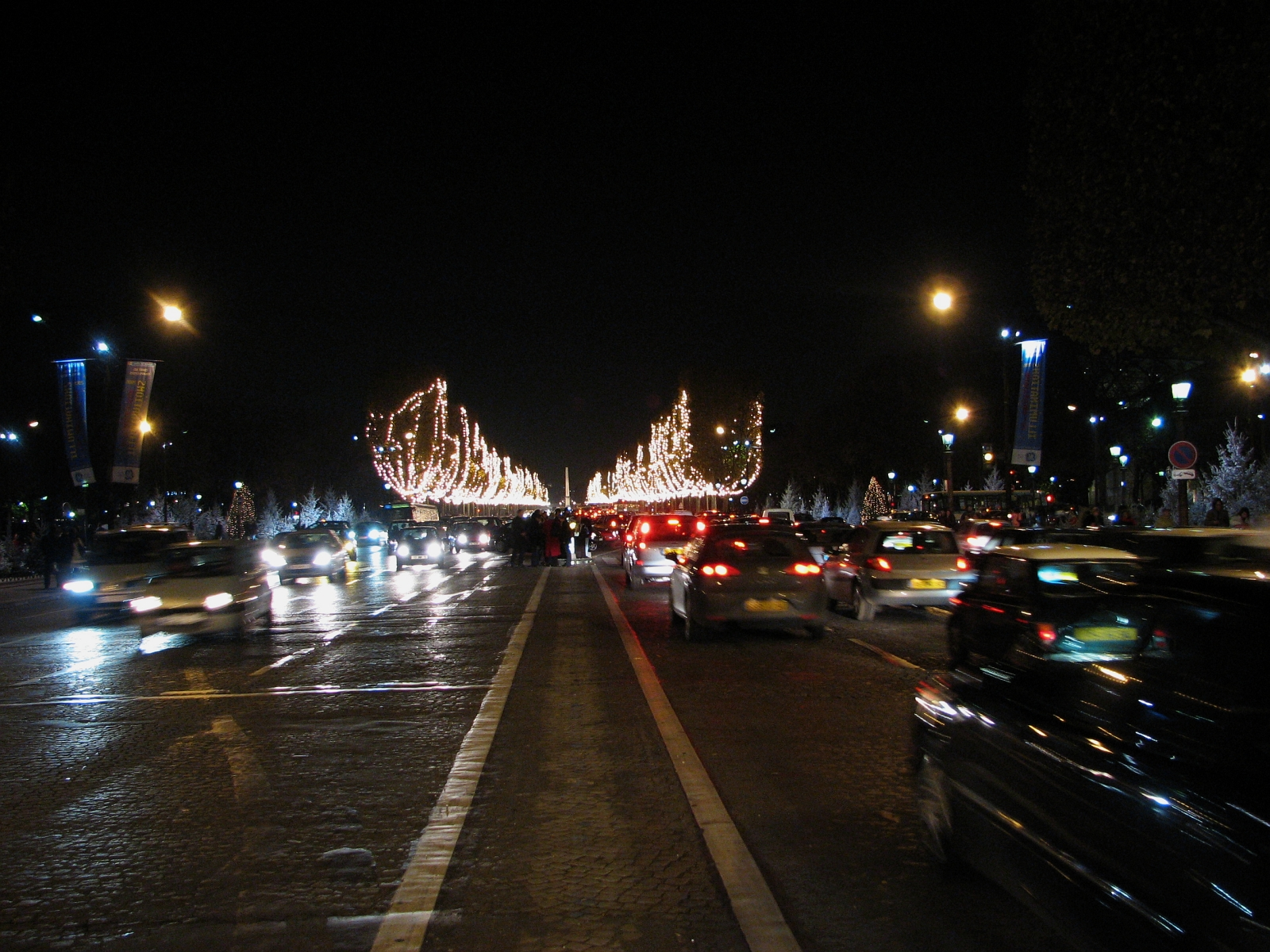
L'avinguda amb les decoracions de Nadal (banda oriental)
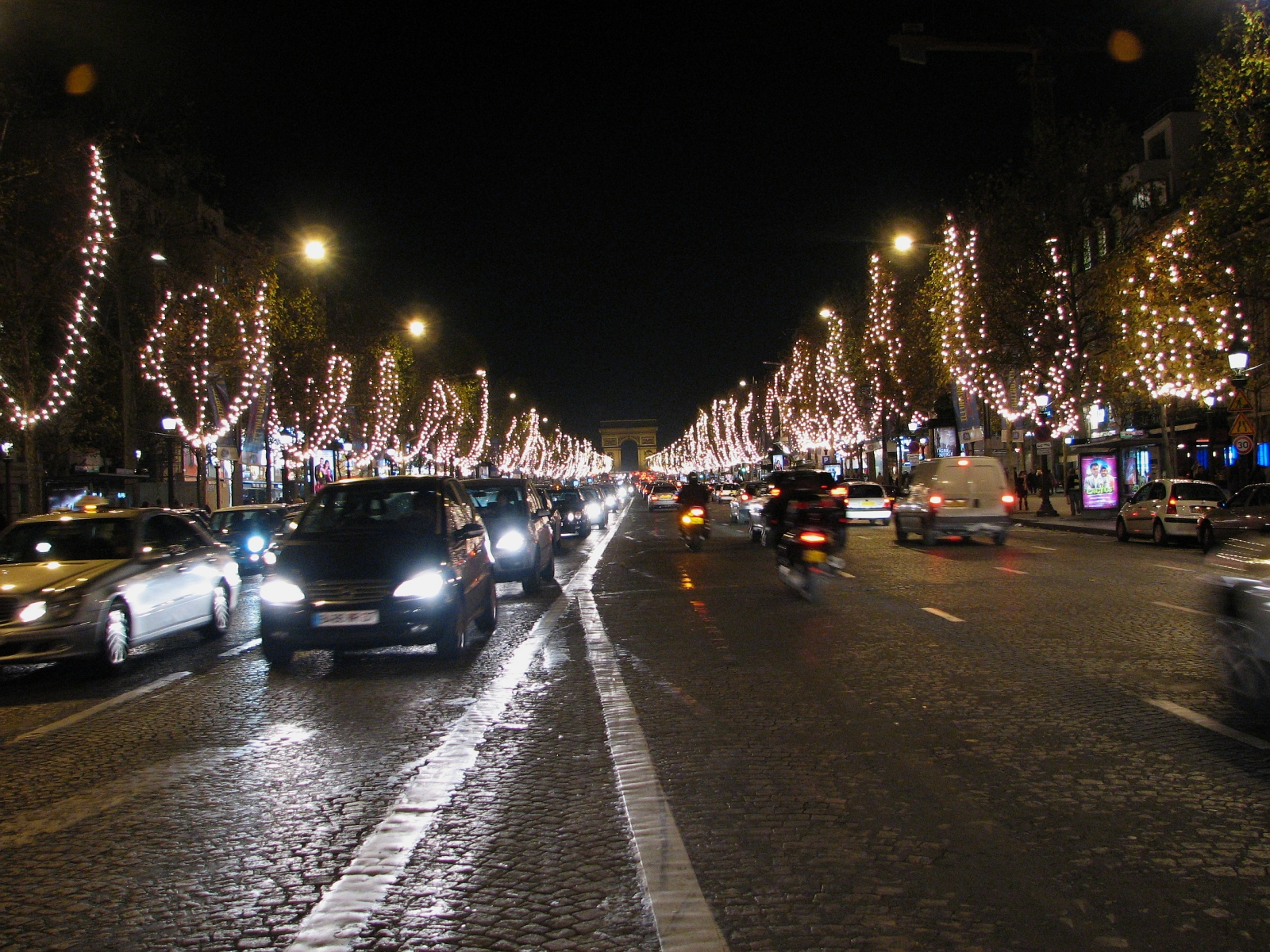
L'avinguda amb les decoracions de Nadal (banda occidental)
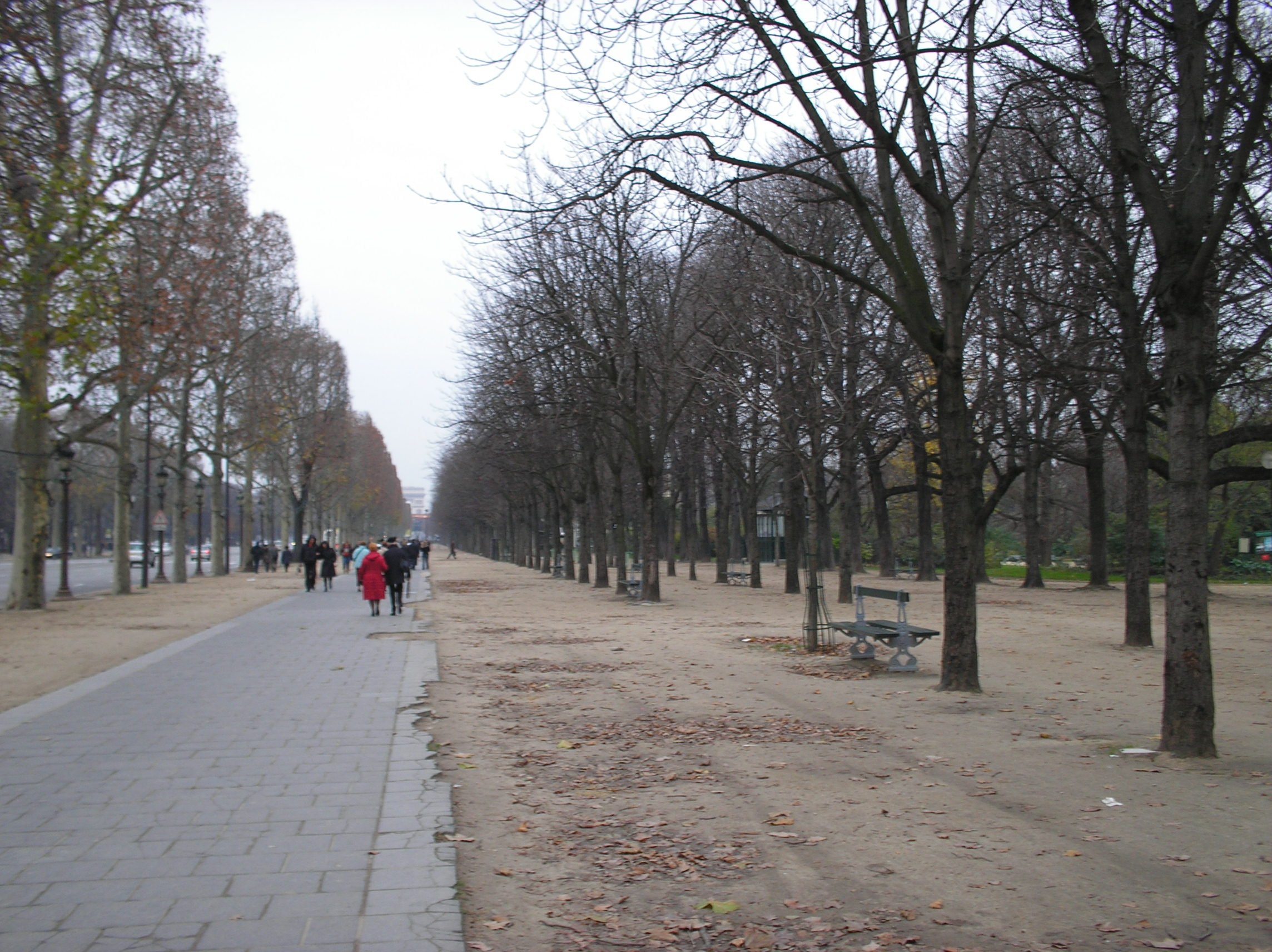
Passeig